# مونا (آیووا)
مونا (به انگلیسی: Mona) شهری در ایالت آیووا کشور ایالات متحده آمریکا است که جمعیت آن در سرشماری سال ۲۰۱۰ میلادی، ۳۴ نفر بوده‌است.